# Cassandra Lynn
Cassandra Lynn  (15 de agosto de 1979-Los Ángeles, 15 de enero de 2014), fue una modelo estadounidense.
Fue conejita de Playboy en febrero de 2006.
Falleció a los 34 años en Los Ángeles, fue encontrada sin vida en la bañera de la casa de un conocido fotógrafo de esa ciudad.